# Maraž
Maraž je priimek več znanih Slovencev:
- Adriana Maraž (1931—2015), slikarka in grafičarka
- Aleksander Maraž, pevec
- Aleksandra Maraž (1960—2010), učiteljica in ilustratorka
- Ana Maraž, ilustratorka
- Bogomir Maraž (1899—1963), fotograf
- Bojan Maraž (*1954), oblikovalec
- Marija Maruša Maraž, slikarka, fotografinja
- Ana Mihelangela Maraž (1938—1996), redovnica, dobrodelnica
- Štefan Maraž (?—1713), eden od voditeljev tolminskega kmečkega upora leta 1713